# Kastamonítsa
Kastamonítsa, en grec moderne : Κασταμονίτσα est un village du dème de Minóa Pediáda, en Crète, en Grèce. Selon le recensement de 2001, la population de Kastamonítsa compte 537 habitants. Il est situé à une altitude de 520 m.